# Claudio Merulo
Claudio Merulo (también Merlottilo, Merulus, o Claudio da Correggio; 8 de abril de 1533 - 4 de mayo de 1604) fue un compositor, organista, y editor italiano de fines del Renacimiento, reconocido por su innovadora música para teclado y su música de conjunto en el estilo policoral de la escuela de Venecia

## Biografía
Merulo nació en Correggio y falleció en Parma. Su apellido de nacimiento era Merlotti, que latinizó a Merulo ( significa pequeño mirlo ), seudónimo con el que se lo conocía al alcanzar la fama en los clubes culturales de Venecia. 
Se conoce poco de los primeros años de su vida, excepto que estudió en Correggio con Tuttovale Menon, famoso madrigalista que había trabajado en la corte de Ferrara ; también estudió con el organista Girolamo Donato. Se cree que luego estudió con Zarlino en la San Marcos de Venecia.
Estando en Venecia se hizo muy amigo de Costanzo Porta, amistad que duraría toda su vida. El 21 de octubre de 1556 fue nombrado organista de la catedral de Brescia, y en 1557 fue designado organista de San Marcos en Venecia, uno de los puestos musicales más prestigiosos de toda Italia, seleccionado de una lista de candidatos que incluía a Andrea Gabrieli, más tarde elegido segundo organista.

## Libros
- Ricercari d'intavolatura d'organo, Libro 1: 
  - Ricercar del primo tuono
  - Ricercar del secondo tuono
  - Ricercar del terzo tuono
  - Ricercar del quarto tuono
  - Ricercar del settimo tuono
  - Ricercar dell'ottavo tuono
  - Ricercar dell'undecimo tuno
  - Ricercar dell duodecimo tuono
- Toccata del terzo tuono from Il Transilvano
- Toccate d'intavolatura d'organo, Libro 2:
  - Toccata prima
  - Toccata seconda
  - Toccata terza
  - Toccata quarta
  - Toccata quinta
  - Toccata sesta
  - Toccata settima
  - Toccata ottava
  - Toccata nona
  - Toccata decima
- Toccate d'intavolatura d'organo, Libro 1:
  - Toccata prima
  - Toccata seconda
  - Toccata terza
  - Toccata quarta
  - Toccata quinta
  - Toccata sesta
  - Toccata settima
  - Toccata ottava
  - Toccata nona
  - Toccata decima
- Canzoni d'intavolatura d'organo fatte alla francese, Libro 1
  - La Benvenuta
  - La Bovia
  - La Cortese
  - La Gratiosa
  - La Leonora
  - La Rolanda
  - La Zambeccara
  - L'Alberagata
  - Petit Jacquet
- Canzoni d'intavolatura d'organo fatte alla francese, Libro 2:
  - La Ironica
  - La Jolette
  - La Pazza
  - La Palma
  - La Pargoletta
  - La Rosa
  - La Radivila
  - La Seula
  - La Scarampa
  - L'Arconadia
  - Petite Camusette
- Canzoni d'intavolatura d'organo fatte alla francese, Libro 3:
  - Languissans
  - Onques amour
  - Susanne un jour